# Amat Escalante
Amat Escalante (Barcelona, 28 de febrero de 1979) es un director, productor y guionista español - mexicano galardonado con el Premio al Mejor Director en el Festival de Cannes 2013. Ha dirigido Sangre, Los bastardos y Heli. También se presentó en el Festival Internacional de Cine de Róterdam y en el Festival Internacional de Cine de San Sebastián. Es amigo cercano y colaborador del director mexicano Carlos Reygadas.
Su película Heli estuvo en la Selección Oficial de Competencia en el Festival de Cannes del 2013 y ganó el Premio a Mejor Director.

## Biografía
Amat Escalante es hijo de padre mexicano y madre estadounidense. Él nació en Barcelona, España, durante el tiempo en que sus padres vivieron en Europa. Amat pasó su infancia y juventud en Guanajuato, México. En 2001 viajó a España a estudiar edición y sonido en el Centre d'Estudis Cinematogràfics de Catalunya (CECC).
Después de su estadía en Barcelona, Escalante ingresó a la Escuela Internacional de Cine y Televisión (EICTV) en la Habana, Cuba. En su regreso a México, dirigió el cortometraje Amarrados (2002), por el cual recibió un premio en el Festival Internacional de Cine de Berlín en 2003.
Posteriormente trabajo como asistente de Carlos Reygadas en la cinta Batalla en el Cielo (2005). Durante la filmación de la cinta —la cual compitió en el Festival de Cannes 2005— él y Reygadas se volvieron amigos cercanos. Reygadas decidió coproducir algunos de los primeros largometrajes de Escalante, unos de estos filmes es Sangre (2005), cuyo rodaje transcurrió en noviembre de 2004 y fue incluida en la sección Una Cierta Mirada del Festival de Cannes 2005, así como del Festival de San Sebastián y el Festival de Róterdam.
Su cinta Heli fue seleccionada para competir por la Palma de Oro en el Festival de Cine de Cannes 2013, y fue galardonada con el Premio al Mejor Director, por el jurado presidido por el director estadounidense Steven Spielberg.

## Filmografía
- Perdidos en la noche (2023) - director y escritor
- La región salvaje (2016) - director y escritor
- Vidas violentas (2015)  (director y guionista del segmento "Esclava")
- Heli (2013) - director
- Revolución (2010) - codirector
- Los bastardos (2008) - director, productor, guionista
- Sangre (2005) - director, productor, guionista
- The Legend of Pete Jones (2005) - director de fotografía
- Amarrados Cortometraje (2002) - director, productor, guionista, editor, montador

## Series

### Narcos: México
Amat Escalante dirigió algunos de los capítulos de la serie original de Netflix, Narcos: México. Para la primera temporada, Amat dirigió los capítulos: 
| Capítulo | Nombre                                             | Fecha de lanzamiento    |
| -------- | -------------------------------------------------- | ----------------------- |
| 5        | «La conexión colombiana (The Colombian connection) | 16 de noviembre de 2018 |
| 6        | «Rubén Zuno Arce (Rubén Zuno Arce)»                | 16 de noviembre de 2018 |

Para la segunda temporada, Amat Escalante dirigió los capítulos:
| Capítulo | Nombre                                              | Fecha de lanzamiento  |
| -------- | --------------------------------------------------- | --------------------- |
| 2        | «Alea iacta est (Alea iacta est)»                   | 13 de febrero de 2020 |
| 3        | «Rubén Zuno Arce (Rubén Zuno Arce)»                 | 13 de febrero de 2020 |
| 7        | «Verdad y reconciliación (Truth and reconcilation)» | 13 de febrero de 2020 |
| 8        | «Se cayó el sistema (Se cayó el sistema)»           | 13 de febrero de 2020 |

## Premios y nominaciones
Festival Internacional de Cine de Venecia
| Año  | Categoría      | Trabajo nominado  | Resultado |
| ---- | -------------- | ----------------- | --------- |
| 2016 | Mejor director | La región salvaje | Ganador   |

Premios Platino del Cine Iberoamericano
| Año  | Categoría                     | Película | Resultado |
| ---- | ----------------------------- | -------- | --------- |
| 2014 | Mejor Película Iberoamericana | Heli     | Nominado  |
| 2014 | Mejor Director                | Heli     | Ganador   |

Festival Internacional de Cine de Cannes
| Año  | Categoría       | Película | Resultado |
| ---- | --------------- | -------- | --------- |
| 2005 | Premio FIPRESCI | Sangre   | Ganador   |
| 2013 | Mejor director  | Heli     | Ganador   |
| 2013 | Palma de Oro    | Heli     | Finalista |

Bratislava International Film Festival
| Año  | Categoría                     | Película      | Resultado |
| ---- | ----------------------------- | ------------- | --------- |
| 2008 | Mejor director                | Los bastardos | Ganador   |
| 2008 | Premio del Jurado estudiantil | Los bastardos | Ganador   |
| 2008 | Grand Prix                    | Los bastardos | Nominado  |
| 2006 | Mejor director                | Sangre        | Ganador   |
| 2006 | Grand Prix                    | Sangre        | Nominado  |

Premio Iberoamericano de Cine Fénix
| Año  | Categoría      | Película | Resultado |
| ---- | -------------- | -------- | --------- |
| 2014 | Mejor director | Heli     | Ganador   |
| 2014 | Mejor guion    | Heli     | Ganador   |